# César Girón
César Antonio Girón Díaz (Caracas, Venezuela, 13 de junio de 1933 - Autopista Regional del Centro, 19 de octubre de 1971) fue un torero venezolano, uno de los más reconocidos en el medio taurino.

## Orígenes
Hijo de Carlos Girón y Esperanza Díaz, formó parte de una numerosa y humilde familia conformada por los padres y 12 hermanos, entre los cuales Francisco (Curro Girón), Rafael, Efraín y Freddy de igual forma estuvieron ligados al mundo taurino como matadores de toros, creando la Dinastía Girón la más grande de la tauromaquia. Forzado por las humildes condiciones familiares desde su infancia a realizar diversos oficios, destacándose por lo poco común el de guía de cementerio y limpiador de tumbas. Siendo muy joven rescató a su familia de un incendio que se produjo en la vivienda que ocupaban en la calle Sánchez Carrero de Maracay, Estado Aragua; debido a las quemaduras que sufrió en sus manos comenzaron a llamarle «Mano Quemá».
César estuvo casado con Danièle Ricard, heredera de Pernod Ricard, una compañía francesa de licores. De éste matrimonio nacieron tres hijos, Myrna, Patricia y César quien es hoy en día el máximo ejecutivo de la junta de directores de la sociedad francesa Pernod, una de las subsidarias de Pernod Ricard.

## Carrera taurina

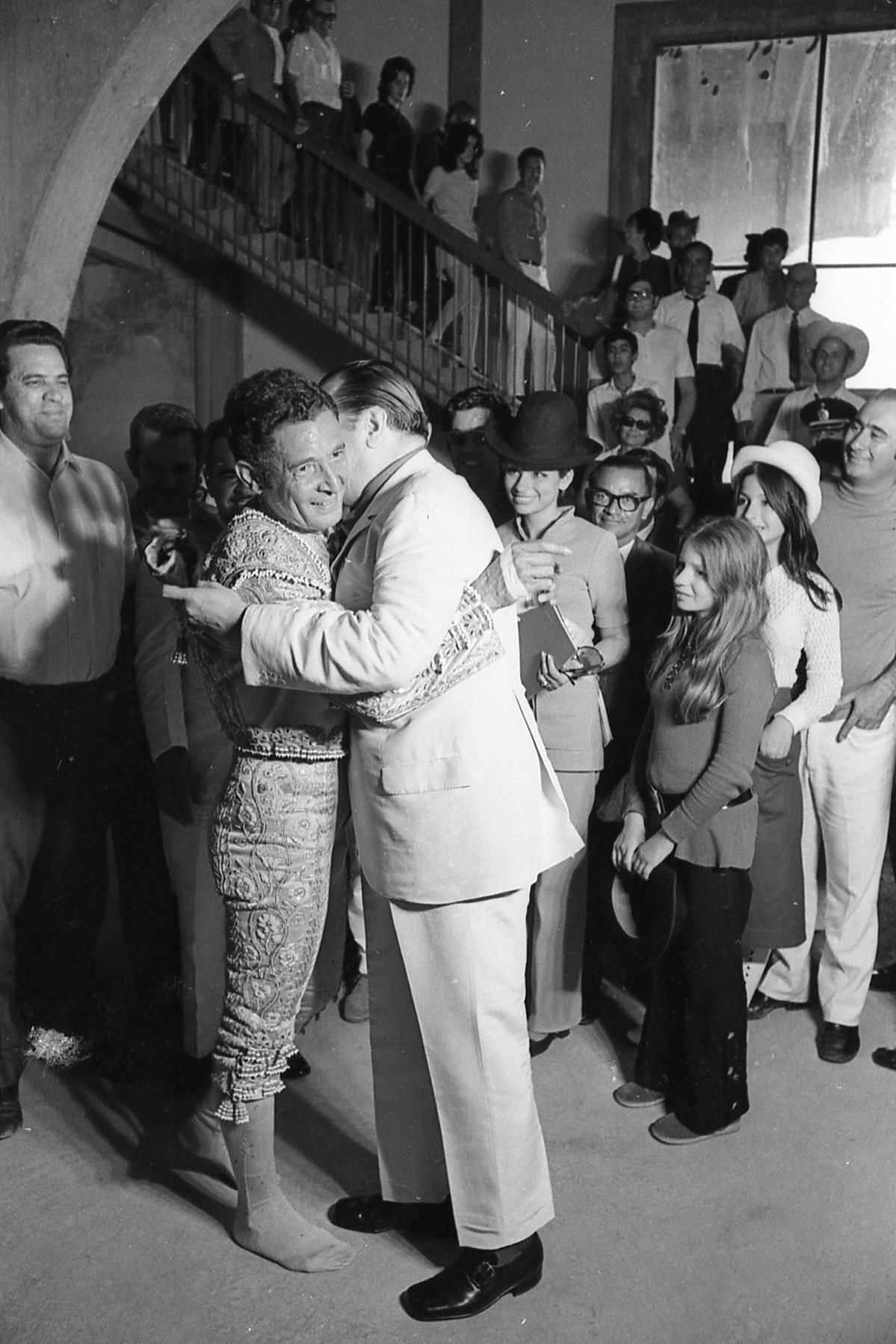
Abrazo entre Girón y el presidente Rafael Caldera, luego de la corrida en homenaje al sesquicentenario de la Batalla de Carabobo. Monumental de Valencia, 27 de junio de 1971.

Su formación taurina la recibe de Pedro Pineda, un antiguo matador de toros, quien formó la mejor escuela de rehileteros de Venezuela; sin nunca banderillar un toro.
Junto a César se formó una generación destacada de toreros la cual dio vida a grandes ferias de Venezuela. Dentro de esos compañeros y amigos que crecieron en la Plaza de Toros de Maracay con César Girón están: Ramón Moreno Sánchez, Hilario López, Rafael Figuera Armillita de Aragua, Carlos Saldaña, Diego Nicolás Pérez, Alejandro Gil «Zapaterito», José Manuel Bustamante, Ramón Bustamante, Marcos Peña El Pino, Pedro Arias, Luis Zapata, Domingo Blanco, Pedro Navarro y Rigoberto Bolívar, conocido como Pastoreño.
En 1945 se lanza al ruedo en la Plaza de Toros Maestranza César Girón como espontáneo durante la actuación de la cuadrilla infantil mexicana Los Chicos de Querétaro. Unos años después logra ver a una de la máximas figuras del toreo, como lo fue el maestro Manuel Rodríguez Sánchez Manolete, altermando junto a Carlos Arruza y Oscar Martínez en esta misma plaza. El 1 de octubre de 1950 tiene su primera gran actuación en novillada criolla celebrada en el Nuevo Circo de Caracas, al matar 6 ejemplares del mismo encierro debido al percance sufrido por su alternante Ramón Moreno Sánchez al banderillar su primer toro, al que se suponía era la estrella de aquel espectáculo. A partir del éxito de esa corrida, debido a que sólo pinchó una vez y dio 6 espadazos, César Girón se convierte en héroe, siendo paseado por las calles de Caracas y llevado hasta las redacciones de los diarios más importantes de la época, en lo que sería el inicio del camino para numerosos éxitos en las principales plazas taurinas del mundo. Durante esta corrida estaba en el público Fernando Gago, banderillero de la cuadrilla de Carlos Arruza, quien venía de México, quedando impresionado con la actuación del joven Girón, le solicita a su hermano el empresario y apoderado Andrés Gago que le contratase y llevara al novillero a España.
En 1951 viajó a España donde comienza su primera temporada europea. El 29 de septiembre de 1952 recibió la alternativa de manos de Carlos Arruza en la Monumental de Barcelona siendo testigo Agustín Parra «Parrita».
El lunes 1 de noviembre de 1954 en la Plaza de Toros de Acho en Lima (Perú), César Girón tuvo una apoteósica actuación en la que cortó dos orejas y rabo al tercero de nombre Pacomio, y dos orejas, rabo y pata al sexto, «Nacarillo», alternando con Antonio Bienvenida y Rafael Ortega en la cuarta de abono ante un encierro de la ganadería peruana de «Huando». Finalizada la corrida, fue llevado en hombros de los entusiastas aficionados y en medio de gran euforia es conducido hasta el Gran Hotel Bolívar, aproximadamente a dos kilómetros de la plaza; ganando así el «Escapulario de Oro 1954», máximo trofeo de la Feria Taurina del «Señor de los Milagros». Fue la primera y última ocasión en que se concedió una pata en Acho, ya que se prohibió en adelante la concesión de dicho apéndice.
Alcanzó el primer lugar en el escalafón de corridas realizadas en las temporadas de 1954 y 1956.Gran triunfador en la Feria de Sevilla de 1954 al cortar cuatro orejas y dos rabos en dos corridas. El 27 de septiembre de 1956 en Barcelona César Girón es el padrino en la alternativa de sus hermanos Rafael y Curro Girón. 

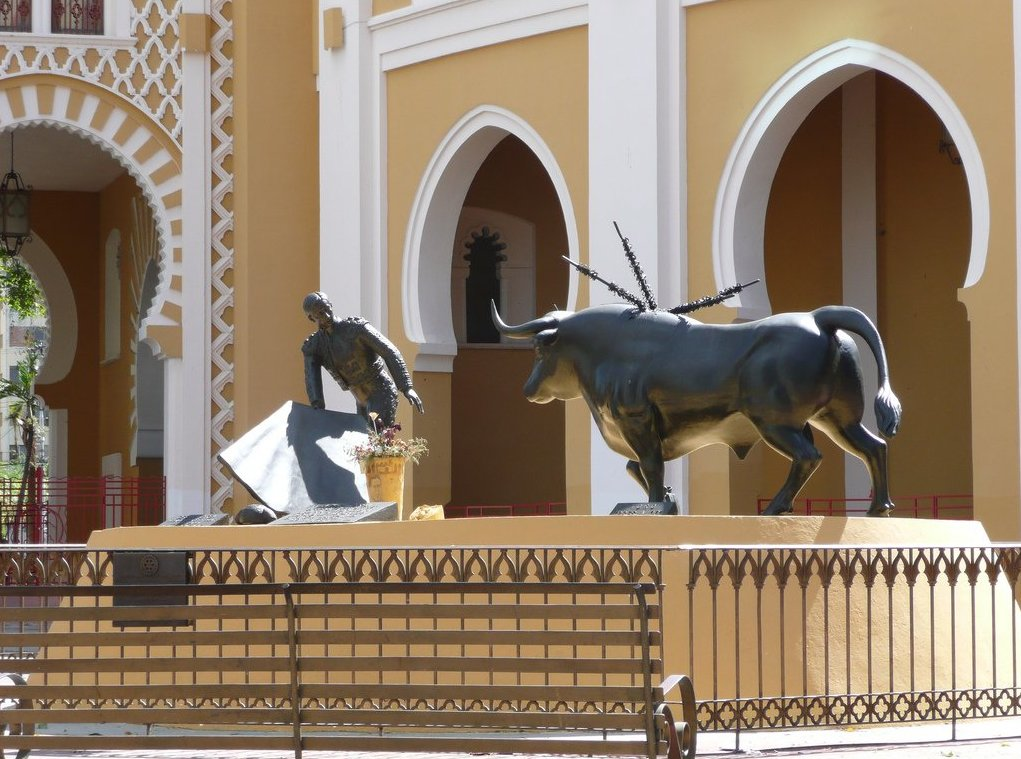
Monumento a César Girón, del escultor Emilio Laiz Campos, en Maracay.

Anuncia su retiro en 1966 lidiando en solitario seis toros en la plaza del Nuevo Circo de Caracas, aunque regresa poco tiempo después al mundo taurino como matador y empresario de corridas. Durante la temporada de 1969 César Girón, Palomo Linares y Manuel Benítez «El Cordobés» llegan a un acuerdo por el cual los espadas torearían siempre juntos, manteniendo así la independencia ante los empresarios, algo que fue conocido como la campaña de «Los guerrilleros». Se retira de los ruedos definitivamente el 26 de junio de 1971 en la Monumental de Valencia (Carabobo), Venezuela alternando con Antonio Bienvenida y Luis Miguel Dominguín.
Pocos meses después ocurre su muerte como consecuencia de un accidente automovilístico en el km 71 de la autopista Regional del Centro entre Caracas y Maracay.

## Legado
César Girón ha sido considerado por algunos críticos como uno de los más importantes toreros del siglo XX. Salió por la Puerta Grande de la plaza de Las Ventas en cinco oportunidades 1955, 1956, 1958, 1962 y 1963. Se le atribuye la creación de un pase taurino que lleva en su honor el nombre de «girondina». Ha sido el único torero que ha cortado dos rabos en corridas consecutivas en la Feria de Sevilla. César Girón y sus hermanos toreros aparecieron en la portada de la revista Life en la edición de abril de 1962. Lidera en dos ocasiones (1954 y 1956) el escalafón taurino en España, hazaña que repetiría su hermano Curro en 1959 y 1961. Dos plazas de toros en Venezuela llevan su nombre, así como una escuela taurina y el monumento en Maracay La Girondina. En las afueras de las plazas de toros de Caracas y Maracay fueron descubiertas sendas estatuas en su memoria.
En una apoteósica actuación del matador venezolano César Girón, que un 1.º de noviembre de 1954 corto cuatro orejas, dos rabos y la única pata cortada en el coso de Acho (Lima, Perú) en el marco de la Feria del Señor de los Milagros, año en que además se adjudicó el «Escapulario de Oro». Fue hermano de la Archicofradía de la Expiración de Málaga, y fiel devoto de la Virgen de los Dolores, tanto que donó un traje de luces para que se le hiciese una saya a esta imagen.